# Les mamelles de Tirésias
Die Oper Les mamelles de Tirésias (dt.: Die Brüste des Tiresias) ist eine zweiaktige Oper (Originalbezeichnung: „Opéra-bouffe“) von Francis Poulenc. Der Text bezieht sich auf das gleichnamige Drama von Guillaume Apollinaire, das er 1903 zu schreiben begann, aber erst 1916 vollendete und 1917 unter dem Titel „drame surréaliste“ („surrealistisches Drama“) veröffentlichte, womit er den Begriff Surrealismus einführte. Die Uraufführung erfolgte am 3. Juni 1947 in der Opéra-Comique in Paris in einer Fassung mit großem Orchester.

## Entstehung und zeitgeschichtliche Einordnung
Poulencs Oper spielt im Jahr 1930. Er begann 1939 mit der Komposition und stellte sie 1944 fertig. Poulenc änderte den Handlungsort der Oper gegenüber Apollinaires Vorlage vom afrikanischen Sansibar zum fiktiven „Zanzibar“ in der Nähe von Monte Carlo an der französischen Riviera, wo Apollinaire seine Kindheit verbrachte. Poulenc sagte dazu, dieser Ort sei für einen Franzosen wie ihn tropisch genug.
Der zentrale Ausspruch am Ende der Oper lautet: „Ô Français, faites des enfants!“ (deutsch: „Oh, Franzosen, macht Kinder!“). Ob es sich um eine Auswirkung dieses Ausspruches handelt, dass zwei Sopranistinnen vor der Premiere wegen Schwangerschaft aufgeben mussten, ist oft schmunzelnd vermutet worden. Laut Verfasser war der Text als Thesenstück gegen Frankreichs sinkende Geburtenrate gedacht. Der bereits im 19. Jahrhundert in Frankreich einsetzende Geburtenrückgang nahm seit dem Fin de siècle immer bedrohlichere Ausmaße an und wurde in Politik und öffentlicher Meinung heiß diskutiert. Man spricht in der Forschung geradezu von einer französischen „obsession démographique“ jener Jahre. Zum Politikum wurde dieser demographische Niedergang durch den zeitgleichen Geburtenanstieg des neu entstandenen Deutschen Kaiserreichs, was die traumatische Niederlage Frankreichs gegen Deutschland im Krieg von 1870/71 in ein neues, bevölkerungspolitisches Licht stellte: „Die Konkurrenz und die Angst vor einem mächtigen Deutschland erklärt die militante Rhetorik des mouvement nataliste, also der französischen Verbände, die für eine aktive Bevölkerungspolitik stritten.“ Deren Propaganda geißelte deshalb Kinderlosigkeit als unpatriotisches Verhalten, und die Politik reagierte mit verschärften Strafen gegen Abtreibung und stellte sogar Informationen über Empfängnisverhütung unter Strafe. Aus demselben Grund wurde die Emanzipation der Frau als Gefahr für die Nation kritisiert: alles Themen, die in satirischer Form bei Apollinaire verarbeitet werden. Da Poulenc Apollinaires Drama von 1917 jedoch erst 1944 vertonte und er zudem aus seiner Homosexualität keinen Hehl machte, kommt noch eine zusätzliche Bedeutungsebene hinzu: das Ende des nazistischen Vichy-Regimes war abzusehen, und dessen Mutterkult und sein misogynes Maskulinitätsideal war im Sinne der nationalsozialistischen Eugenik und Rassenhygiene eine Abrechnung mit der als dekadent denunzierten dritten Republik. Dagegen feiert Poulenc mit seiner surrealistischen Burleske geradezu all das, was das Vichy-Regime als „entartet“ tituliert hatte: „Der Rollentausch zwischen Thérèse und ihrem Mann trifft genau in diese Kerbe: Verweiblichte Männer und unweibliche Frauen, das bedeutete für die Gralshüter der Demographie den sicheren Volkstod (…) Man kann sich kaum etwas anstößigeres im Vichy-Frankreich vorstellen.“
Die deutsche Erstaufführung fand am 30. Juli 1974 im Münchner Cuvilliés-Theater unter Marek Janowski statt.

## Handlung

### Prolog
Der Theaterdirektor verkündet dem Publikum zu Beginn, dass der Sinn des folgenden Stückes darin bestehe, die Leute dazu zu bewegen, sich fleißig der Zeugung von Kindern zu widmen.

### Erster Akt
In der imaginären Stadt Zanzibar lebt Thérèse mit ihrem Mann. Beide sind glücklich. Allmählich tritt bei Thérèse jedoch ein Wandel ein. Sie möchte ihre Rolle als Frau ablegen und wünscht sich am liebsten, ein General oder Minister zu sein. Dazu entledigt sie sich ihrer äußeren weiblichen Attribute, indem sie ihre Brüste als kleine Luftballons ins Publikum entschweben lässt und männliche Kleidung anzieht. Außerdem legt sie sich einen Bart zu und wechselt ihren Namen. Sie nennt sich jetzt Tirésias. Ihrem Wunsch entsprechend verwandelt sich auch ihr Mann. Er wird zu einer Frau. Presto und Lacouf, die gerade aus einem Café treten, sind Zeuge dieser Verwandlung.
Einem Polizisten erklärt der verkleidete Ehemann, dass Zanzibar viele Kinder haben müsse. Die Frauen können diese Aufgabe offenbar nicht alleine erfüllen. Aus diesem Grunde habe er sich vorgenommen, diese Aufgabe selber zu übernehmen. Er schafft es tatsächlich 40.049 Kinder an einem einzigen Tag zu gebären. Das absurde Geschehen wird von infernalischem Lärm begleitet.

### Zweiter Akt
Als der Staatshaushalt aufgrund der Ereignisse erschüttert wird und eine Hungersnot wegen Überbevölkerung droht, bemüht sich der Staat, die Ereignisse aufzuklären. Ein Reporter stellt dem verkleideten Ehemann die Frage, wie eine so große Familie ernährt werden kann. Dieser erklärt, das sei gar kein Problem, es gäbe ja schließlich Lebensmittelmarken und die Kinder seien teilweise schon so groß, dass sie sich selber ernähren könnten.
Eine Wahrsagerin, die sich als Thérèse herausstellt, prophezeit, dass fruchtbare Ehemänner Multi-Millionäre werden, während sterile in Armut sterben werden. Ein Polizist weist Thérèse zurück und teilt ihr mit, dass Wahrsagen gegen die Gesetze des Staates verstößt.
Nachdem Thérèse jetzt wieder ihre weibliche Gestalt zurückgewonnen hat, verwandelt sich auch ihr Ehemann wieder zurück.
Am Ende tanzen beide glücklich und fordern die Zuschauer auf, viele Babys zu bekommen, wobei dem Publikum folgendes Lied vorgesungen wird:
| Ecoutez, ô Français, les leçons de la guerre Et faites des enfants, vous qui n’en faisiez guère Cher public: faites des enfants! | Hört her, Franzosen, die Lektion des Krieges Macht Kinder, ihr, die ihr bis jetzt kaum welche gemacht habt Geschätztes Publikum: Macht Kinder |